# Archivo Histórico Nacional
El Archivo Histórico Nacional es un archivo español con sede en la ciudad de Madrid. Fue creado en 1866, como consecuencia de las reformas de la administración propias del cambio del Antiguo Régimen al Régimen Liberal, y la acumulación de documentación proveniente de instituciones suprimidas, no solo administrativas, sino también eclesiásticas, económicas, etc.

## Fondos
Los fondos actuales del Archivo Histórico Nacional se agrupan en cuatro grandes apartados:
- Administración del Estado (Consejos Suprimidos, siglos XIII-XIX; Estado, siglos XVI-XIX; Juros, siglos XV-XIX; Inquisición, siglos XVI-XIX; Fondos Contemporáneos, siglos XVI-XX; etc.)
- Institucionales
- Privados (Clero regular y secular, siglos IX-XX; Mesta; nobleza; etc.)
- Colecciones (Sigilografía, siglos XII-XX; Códices y Cartularios, siglos X-XIX).

Secciones del Archivo Histórico Nacional pero físicamente fuera de su sede son la de guerra civil española en Salamanca (Archivo General de la Guerra Civil Española); y la de Nobleza en Toledo (Archivo Histórico de la Nobleza).

## Historia
El 28 de marzo de 1866 se fundó, mediante Real Decreto, el Archivo Histórico Nacional (AHN), con el objetivo de reunir los documentos procedentes de las órdenes monásticas suprimidas durante la Desamortización. En 1858 se había creado el Archivo General Central del Reino con sede en el Palacio arzobispal de Alcalá de Henares para recoger la documentación remitida por las Secretarías del Despacho.
El nuevo AHN, ubicado en Madrid, engrosó desde su fundación la lista de los archivos históricos del Estado.
Para 1896, el AHN poseía poco más de mil legajos. Ese año tomó posesión un nuevo director, Vicente Vignau, que lanzó un gran programa de expansión en el que el AHN se hizo con fondos pertenecientes o destinados a otros archivos españoles. Al jubilarse Vignau en 1908, el AHN contaba ya con más de 80 000 legajos, la mayoría de los cuales no tenían nada que ver con su objetivo inicial. El expansionismo continuó con la incorporación de la sección Inquisición del Archivo General de Simancas en 1910 o del Catastro de Ensenada — en ambos casos como depósitos temporales que luego se volvieron definitivos.
Tras un período de interrupción de llegada de material archivístico entre 1939 y 1969, debido al incendio de su sede en Alcalá de Henares que terminó con buena parte de los fondos, cambió de nombre a Archivo General de la Administración, inaugurado en 1972 en un edificio moderno del Paseo de Aguadores en la misma ciudad, continuando sus funciones como archivo intermedio. Dispone de 175 kilómetros de estanterías, 40.000 metros cuadrados y ocho plantas que albergan documentación de la Administración Central de España, particularmente abundantes los del Ministerio de Educación, y algunos archivos particulares, como el del fotógrafo Alfonso Sánchez García. Gestiona los documentos durante 25 o 30 años, tras los cuales se decide si deben destruirse o por su trascendencia deben conservarse en el Archivo Histórico Nacional o en otros archivos provinciales, autonómicos o locales. En la actualidad, el AHN recibe continuamente documentos del Archivo General de la Administración (sucesor del General Central) cuando alcanzan el final de su vida útil.
Es el cuarto archivo más grande del mundo (los dos primeros son el Nacional de Francia, el Estatal de Austria en Viena, y la National Archives and Records Administration —Washington, Estados Unidos—), junto al Estatal de Rusia (aunque este está subdividido entre el Estatal de la Federación, o contemporáneo, y el Estatal histórico).[cita requerida]